# Xi Pegasi
Xi Pegasi (ξ Peg, ξ Pegasi) é uma estrela localizada na constelação de Pegasus. Se encontra a 53 anos-luz da Terra e tem uma magnitude aparente de 4,20.
Xi Pegasi é uma estrela subgigante ou da sequência principal de classe F com uma temperatura de 6 380 K. Possui um raio de 1,7 raios solares e sua luminosidade é 4,4 vezes maior que a do Sol. Sua massa estimada entre 1,25 e 1,3 massas solares sugere que seja na verdade uma subgigante. Sua velocidade de rotação é rápida (6,7 km/s), o que dá um período de rotação menor que 13 dias.
Xi Pegasi tem uma estrela companheira anã vermelha de magnitude 11,7 e tipo espectral M1, Xi Pegasi B, localizada a 11 segundos de arco da estrela principal. Essa estrela companheira possui um semieixo maior de no mínimo 180 UA e leva no mínimo 2 000 anos para completar uma órbita. Uma terceira estrela, localizada a 3 minutos de arco de Xi Pegasi A, não está relacionada com o sistema.